# دولار هاواي

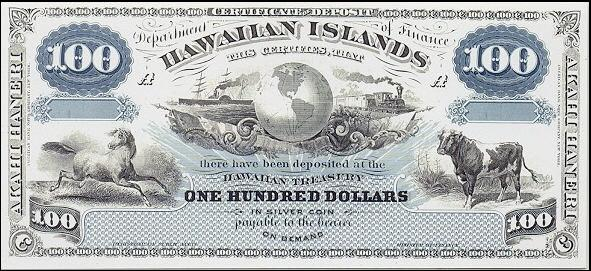
مائة دولار هاواي

الدولار أو الدالا كان العملة المتداولة في هاواي بين عامي 1847 و1898. وكان يساوي دولار الولايات المتحدة وتم تقسيمه إلى 100 سنت أو كينيتا . تم إصدار بعض الإصدارات المتقطعة من العملو فقط، والتي تم تداولها جنبًا إلى جنب مع عملة الولايات المتحدة.

## العملات المعدنية
أول إصدار معدني إصدرته مملكة هاواي إصدر عام 1847. تلك العملة كانت سنت نحاسي عليه بورتريه الملك كاميهاميها الثالث على وجه. سنت الملك كاميهاميها الثالث النحاسي أثبتت عدم شهرتها لأن بورتريه الملك كان جودته سيئة. على الرغم من ذلك يزعم أنه هناك أخطاء إملائية حيث تم كتابة (هابا هانيري بدال من هابا هانيلي)، "هابا هانيري" كان النطق الصحيح حتي نهاية القرن التاسع عشر حيث أصبح نطق "هانيري" (مئة بالهوائية) موجود علي كل عملات هاواي الورقية بقيمة $100 و$500 إثناء التداول بين 1879 و1900.
في عام 1883، تم إصدار العملات الفضية الرسمية لمملكة هاواي بفئات الواحد دايم ("أومي كينيتا" في لغة هاواي)، ربع دولار ("هاباها")، نصف دولار ("هابالوا") ودولار واحد ("أكاهي دالا"). تم طرح 26 مجموعة إثبات من قبل دار فيلادلفيا للسك واحتوت على أومي كينيتا وهاباها وهابالوا وأكاهي دالا. كما تم طرح 20 عينة إثبات من فئة الثمان دولارات ("هاباوالو"). أرادت مملكة هاواي أن تتوافق مع فئات العملات الفضية في الولايات المتحدة وفضلت اختيار أومي كينيتا عن هاباوالو. تم طرح العملات الفضية الصادرة للتداول في المملكة من قبل دار سان فرانسيسكو للسك.
استمرت عملات هاواي في التداول لعدة سنوات بعد احتلال 1898 في عام 1903، منع التداول بعملة هاواي اعتباراً من 1 يناير 1904،وتم سحب معظمها وصهرها، حتي تم إنهاء التداول بها وأصبح التداول بعملة الولايات المتحدة. مع وجود نسبة كبيرة من العملات التي لم يتم صهرها بل تحولت لمجوهرات. بعد الذين سحبوا، يكون الحد الأقصى لعدد كل عملة متداولة يمكن أن توجد على النحو التالي:
- أومي كينيتا: 249,921
- هاباها: 242,600
- هابالوا: 87,700
- اكاهي دالا: 46,300

## العملات الورقية
في 1879، أصدرت وزارة المالية أول عملة هاوائية ورقية، شهادات إيداع عملات الفضة بقيمة $10،$20، $50 و$100 بالرغم من ذلك، هذه العملات الورقية أُصدرت بأعداد صغيرة والعملات الورقية الأمريكية كانت سائدة التداول. منذ 1884، العملات الذهبية الأمريكية كانت فقط العملة القانونية ذات فئات اعلي من $10.
في 1897، جمهورية هاواي أصدرت شهادات إيداع فضة بقيمة $5، $10، $20، $50 و$100.
وفي 1899، كانت العملات الورقية المربوطة بودائع الذهب اصدرت بنفس الفئات. وكل العملات الورقية الهاوائية خصوصا ودائع الذهب، هي نادرة جدا الآن.

## أنظر أيضاً
- ورقة نقدية هاوائية (باللغة الإنجليزية)